# Lampanyctus macdonaldi
Lampanyctus macdonaldi és una espècie de peix de la família dels mictòfids i de l'ordre dels mictofiformes.

## Morfologia
- Els mascles poden assolir 16 cm de longitud total.[4][5]

## Alimentació
Menja crustacis.

## Depredadors
A la Gran Bretanya és depredat per Hoplostethus atlanticus.

## Hàbitat
És un peix marí i d'aigües profundes que viu entre 60-1.464 m de fondària.

## Distribució geogràfica
Es troba a l'Atlàntic nord (65°N-47°N), l'Atlàntic sud i l'oceà Antàrtic (60°-63°S, 90°-120°W).